# 趙時春
趙時春（1509年—1567年），字景仁，號浚谷，陕西平凉府平凉县人。明朝官員、文學家，“嘉靖八才子”之一。

## 生平
其父曾对亲友说：“此儿有异”。十四歲中嘉靖元年（1522年）壬午科陝西鄉試第三名举人，十八歲中嘉靖五年（1526年）丙戌科進士，选翰林院庶吉士，六年十一月授刑部河南司主事，调兵部武库司主事。寫《上崇治本疏》以進，被罷黜为民。三十歲時再起用為翰林院编修，歷官司經局校書，嘉靖十九年十二月二十六日，同罗洪先、唐顺之联名上疏，请太子于翌年正旦临文华殿受群臣朝贺，被嘉靖帝黜为庶民。後鞑靼犯京师，再次起用为兵部职方司主事，三十年正月升山東按察使司佥事，歷山东按察司副使，三十一年十二月升都察院右佥都御史、巡撫山西。鞑靼进犯神池（今山西省西北部），明军在大虫岭中伏，总兵李涞战死，全军覆没，时春仅以身免。三十二年十一月被革职閑住。晚年编纂《平凉府志》13卷。
隆庆元年十二月卒，年五十九。

## 文學
與明朝前七子或後七子的文學思維不盡相同，除了重視文學理論外，也強調詩歌的本質與特色，另外更是否定詩文必須絕對復古的為文風氣。是為嘉靖八才子之一。

## 家族
祖父趙福，以國子生出任平谷县丞。父趙玉，霑化縣教谕，贈编修。母許氏，封太孺人。

## 作品
- 《浚谷先生集》十七卷
- 《洗心亭詩餘》一卷
- 《趙浚谷先生文集》十卷

## 延伸阅读
- 徐階《明故巡抚山西都察院右佥都御史浚谷趙公墓志铭》

[在维基数据编辑]
 在维基文库阅读此作者作品
 《國朝獻徵錄·卷之六十三》，出自焦竑《國朝獻徵錄》
 《明史卷二百》，出自《明史》